# Huertas del Mezquite
Huertas del Mezquite är en ort i Mexiko.   Den ligger i kommunen Pinos och delstaten Zacatecas, i den centrala delen av landet, 400 km nordväst om huvudstaden Mexico City. Huertas del Mezquite ligger 2 141 meter över havet och antalet invånare är 449.
Terrängen runt Huertas del Mezquite är platt åt nordost, men åt sydväst är den kuperad. Runt Huertas del Mezquite är det ganska tätbefolkat, med 54 invånare per kvadratkilometer. Närmaste större samhälle är Pinos, 17,5 km väster om Huertas del Mezquite. Omgivningarna runt Huertas del Mezquite är i huvudsak ett öppet busklandskap.